# Svizzera ai Giochi della XXXIII Olimpiade
La Svizzera ha partecipato ai Giochi della XXXIII Olimpiade, svoltisi a Parigi dal 26 luglio all'11 agosto 2024, con una delegazione di 137 atleti (incluse le riserve), 71 uomini e 66 donne, in 18 sport e 22 discipline.
I portabandiera alla cerimonia di apertura sono stati Nino Schurter e Nina Christen.

## Delegazione
| Sport                | Uomini | Donne | Totale |
| -------------------- | ------ | ----- | ------ |
| Arrampicata sportiva | 1      | 0     | 1      |
| Atletica leggera     | 13     | 24    | 37     |
| Badminton            | 1      | 1     | 2      |
| Beach volley         | 0      | 4     | 4      |
| Canoa/kayak          | 1      | 1     | 2      |
| Canottaggio          | 12     | 5     | 17     |
| Ciclismo             | 8      | 13    | 6      |
| Equitazione          | 6      | 3     | 9      |
| Ginnastica           | 5      | 1     | 6      |
| Golf                 | 1      | 2     | 3      |
| Judo                 | 2      | 1     | 3      |
| Nuoto                | 7      | 1     | 8      |
| Pentathlon moderno   | 1      | 1     | 2      |
| Scherma              | 1      | 1     | 2      |
| Tennis               | 1      | 1     | 2      |
| Tiro                 | 2      | 3     | 5      |
| Triathlon            | 2      | 2     | 4      |
| Vela                 | 4      | 3     | 7      |
| Totale               | 68     | 67    | 135    |

## Risultati

### Arrampicata sportiva
Boulder & lead
| Atleta | Evento | Qualificazione | Qualificazione | Qualificazione | Qualificazione | Qualificazione | Qualificazione | Qualificazione | Finale    | Finale    | Finale    | Finale | Finale    | Finale | Finale |
| Atleta | Evento | Boulder        | Boulder        | Lead           | Lead           | Lead           | Totale         | Rank           | Boulder   | Boulder   | Lead      | Lead   | Lead      | Totale | Rank   |
| Atleta | Evento | Risultato      | Posizione      | Risultato      | Tempo          | Posizione      | Totale         | Rank           | Risultato | Posizione | Risultato | Tempo  | Posizione | Totale | Rank   |
| ------ | ------ | -------------- | -------------- | -------------- | -------------- | -------------- | -------------- | -------------- | --------- | --------- | --------- | ------ | --------- | ------ | ------ |

### Atletica leggera
| Q | Qualificato al turno successivo per la posizione in qualificazione                                                           |
| q | Qualificato per il turno successivo per ripescaggio o, negli eventi su campo, conquistando la misura minima per qualificarsi |

Eventi su pista e strada
| Atleta | Evento | Batteria  | Batteria  | Ripescaggio | Ripescaggio | Semifinale | Semifinale | Finale    | Finale    |
| Atleta | Evento | Risultato | Posizione | Risultato   | Posizione   | Risultato  | Posizione  | Risultato | Posizione |
| ------ | ------ | --------- | --------- | ----------- | ----------- | ---------- | ---------- | --------- | --------- |

Eventi su campo
| Atleta | Evento | Qualificazione | Qualificazione | Finale    | Finale |
| Atleta | Evento | Risultato      | Rank           | Risultato | Rank   |
| ------ | ------ | -------------- | -------------- | --------- | ------ |

Eventi multipli - Eptathlon
| Atleta | Evento | 100H | HJ | SP | 200 m | LJ | JT | 800 m | Finale | Posizione |
| ------ | ------ | ---- | -- | -- | ----- | -- | -- | ----- | ------ | --------- |

### Badminton
| Atleta | Evento | Fase a gruppi        | Fase a gruppi        | Fase a gruppi        | Fase a gruppi | Eliminazione         | Quarti di finale     | Semifinale           | Finale Oro / Bronzo  | Finale Oro / Bronzo |
| Atleta | Evento | Avversario Risultato | Avversario Risultato | Avversario Risultato | Rank          | Avversario Risultato | Avversario Risultato | Avversario Risultato | Avversario Risultato | Rank                |
| ------ | ------ | -------------------- | -------------------- | -------------------- | ------------- | -------------------- | -------------------- | -------------------- | -------------------- | ------------------- |

### Beach volley
Femminile
| Atlete | Evento | Preliminari      | Preliminari      | Preliminari      | Preliminari | Ottavi di finale | Quarti di finale | Semifinale       | Finale / BM      | Finale / BM |
| Atlete | Evento | Avversario Punti | Avversario Punti | Avversario Punti | Posizione   | Avversario Punti | Avversario Punti | Avversario Punti | Avversario Punti | Posizione   |
| ------ | ------ | ---------------- | ---------------- | ---------------- | ----------- | ---------------- | ---------------- | ---------------- | ---------------- | ----------- |

### Canoa/Kayak

#### Slalom
Maschile
| Atleta | Evento | Qualificazioni | Qualificazioni | Qualificazioni | Qualificazioni | Qualificazioni | Qualificazioni | Semifinali | Semifinali | Semifinali | Finale   | Finale | Finale    |
| Atleta | Evento | 1ª manche      | Pos.           | 2ª manche      | Pos.           | Migliore       | Posizione      | Penalità   | Tempo      | Posizione  | Penalità | Tempo  | Posizione |
| ------ | ------ | -------------- | -------------- | -------------- | -------------- | -------------- | -------------- | ---------- | ---------- | ---------- | -------- | ------ | --------- |

Femminile
| Atleta | Evento | Qualificazioni | Qualificazioni | Qualificazioni | Qualificazioni | Qualificazioni | Qualificazioni | Semifinali | Semifinali | Semifinali | Finale   | Finale | Finale    |
| Atleta | Evento | 1ª manche      | Pos.           | 2ª manche      | Pos.           | Migliore       | Posizione      | Penalità   | Tempo      | Posizione  | Penalità | Tempo  | Posizione |
| ------ | ------ | -------------- | -------------- | -------------- | -------------- | -------------- | -------------- | ---------- | ---------- | ---------- | -------- | ------ | --------- |

### Canottaggio
Maschile
| Atleta | Evento | Batteria | Batteria  | Quarti di finale | Quarti di finale | Semifinali | Semifinali | Finale | Finale    |
| Atleta | Evento | Tempo    | Posizione | Tempo            | Posizione        | Tempo      | Posizione  | Tempo  | Posizione |
| ------ | ------ | -------- | --------- | ---------------- | ---------------- | ---------- | ---------- | ------ | --------- |

Femminile
| Atleta | Evento | Batteria | Batteria  | Ripescaggio | Ripescaggio | Semifinali | Semifinali | Finale | Finale    |
| Atleta | Evento | Tempo    | Posizione | Tempo       | Posizione   | Tempo      | Posizione  | Tempo  | Posizione |
| ------ | ------ | -------- | --------- | ----------- | ----------- | ---------- | ---------- | ------ | --------- |

Legenda: FA=Finale A (medaglia); FB=Finale B (non-medaglia); FC=Finale C (non-medaglial); FD=Finale D (non-medaglia); FE=Finale E (non-medaglia); FF=Finale F (non-medaglia); SA/B=Semifinali A/B; SC/D=Semifinali C/D; SE/F=Semifinali E/F; QF=Quarti di finale; R=Ripescaggio
|}

### Ciclismo

#### Ciclismo su strada
Maschile
| Atleta | Evento | Tempo | Posizione |
| ------ | ------ | ----- | --------- |

Femminile
| Atleta | Evento | Tempo | Posizione |
| ------ | ------ | ----- | --------- |

#### Ciclismo su pista
Omnium
| Atleta | Evento | Scratch race | Scratch race | Tempo race | Tempo race | Eliminazione race | Eliminazione race | Punti race | Punti race | Totale    | Totale |
| Atleta | Evento | Posizione    | Punti        | Posizione  | Punti      | Posizione         | Punti             | Posizione  | Punti      | Posizione | Punti  |
| ------ | ------ | ------------ | ------------ | ---------- | ---------- | ----------------- | ----------------- | ---------- | ---------- | --------- | ------ |

Madison
| Atleta | Evento | Punti | Giri | Posizione |
| ------ | ------ | ----- | ---- | --------- |

#### BMX
Freestyle
| Atleta | Evento | Tempo | Posizione |
| ------ | ------ | ----- | --------- |

Race
| Atleta    | Evento | Tempo     | Posizione | Quarti di finale | Quarti di finale | Semifinale | Semifinale | Finale | Finale |
| --------- | ------ | --------- | --------- | ---------------- | ---------------- | ---------- | ---------- | ------ | ------ |
| Posizione | Punti  | Posizione | Punti     | Posizione        | Punti            |            |            |        |        |

#### Mountain biking
Maschile
| Atleta            | Evento        | Tempo   | Classifica |
| ----------------- | ------------- | ------- | ---------- |
| Mathias Flückiger | Cross-country | 1h27'42 | 5º         |
| Nino Schurter     | Cross-country | 1h28'44 | 9º         |

Femminile
| Atleta            | Evento        | Tempo   | Classifica |
| ----------------- | ------------- | ------- | ---------- |
| Alessandra Keller | Cross-country | 1h30'43 | 7º         |
| Sina Frei         | Cross-country | 1h35'34 | 21º        |

### Equitazione

#### Dressage
| Atleta | Cavallo | Evento | Grand Prix | Grand Prix | Grand Prix Freestyle | Grand Prix Freestyle | Totale    | Totale    |
| Atleta | Cavallo | Evento | Punteggio  | Posizione  | Tecnico              | Artistico            | Punteggio | Posizione |
| ------ | ------- | ------ | ---------- | ---------- | -------------------- | -------------------- | --------- | --------- |

#### Eventing
| Atleta | Cavallo | Evento | Dressage | Dressage  | Cross-country | Cross-country | Cross-country | Jumping    | Jumping    | Jumping    | Jumping  | Jumping | Jumping   | Totale   | Totale    |
| Atleta | Cavallo | Evento | Dressage | Dressage  | Cross-country | Cross-country | Cross-country | Qualifiche | Qualifiche | Qualifiche | Finale   | Finale  | Finale    | Totale   | Totale    |
| Atleta | Cavallo | Evento | Penalità | Posizione | Penalità      | Totale        | Posizione     | Penalità   | Totale     | Posizione  | Penalità | Totale  | Posizione | Penalità | Posizione |
| ------ | ------- | ------ | -------- | --------- | ------------- | ------------- | ------------- | ---------- | ---------- | ---------- | -------- | ------- | --------- | -------- | --------- |

#### Jumping
| Atleta | Cavallo | Evento | Qualificazione | Qualificazione | Finale   | Finale | Finale    |
| Atleta | Cavallo | Evento | Penalità       | Posizione      | Penalità | Tempo  | Posizione |
| ------ | ------- | ------ | -------------- | -------------- | -------- | ------ | --------- |

### Ginnastica

#### Artistica
Maschile
Squadre
| Atleta | Evento | Qualificazione | Qualificazione | Qualificazione | Qualificazione | Qualificazione | Qualificazione | Qualificazione | Qualificazione | Finale   | Finale   | Finale   | Finale   | Finale   | Finale   | Finale | Finale    |
| Atleta | Evento | Attrezzi       | Attrezzi       | Attrezzi       | Attrezzi       | Attrezzi       | Attrezzi       | Totale         | Posizione      | Attrezzi | Attrezzi | Attrezzi | Attrezzi | Attrezzi | Attrezzi | Totale | Posizione |
| Atleta | Evento | CL             | C              | A              | V              | P              | S              | Totale         | Posizione      | CL       | C        | A        | V        | P        | S        | Totale | Posizione |
| ------ | ------ | -------------- | -------------- | -------------- | -------------- | -------------- | -------------- | -------------- | -------------- | -------- | -------- | -------- | -------- | -------- | -------- | ------ | --------- |

Femminile
Individuale all around
| Atleta | Evento | Qualificazione | Qualificazione | Qualificazione | Qualificazione | Qualificazione | Qualificazione | Qualificazione | Qualificazione | Finale   | Finale   | Finale   | Finale   | Finale   | Finale   | Finale | Finale    |
| Atleta | Evento | Attrezzi       | Attrezzi       | Attrezzi       | Attrezzi       | Attrezzi       | Attrezzi       | Totale         | Posizione      | Attrezzi | Attrezzi | Attrezzi | Attrezzi | Attrezzi | Attrezzi | Totale | Posizione |
| Atleta | Evento | CL             | C              | A              | V              | P              | S              | Totale         | Posizione      | CL       | C        | A        | V        | P        | S        | Totale | Posizione |
| ------ | ------ | -------------- | -------------- | -------------- | -------------- | -------------- | -------------- | -------------- | -------------- | -------- | -------- | -------- | -------- | -------- | -------- | ------ | --------- |

### Golf
| Atleta | Evento | Round 1   | Round 2   | Round 3   | Round 4   | Totale | Totale | Totale     |
| Atleta | Evento | Punteggio | Punteggio | Punteggio | Punteggio | Totale | Par    | Classifica |
| ------ | ------ | --------- | --------- | --------- | --------- | ------ | ------ | ---------- |

### Judo
| Atleta | Evento | 16-esimi             | Ottavi               | Quarti               | Semifinali           | Ripescaggio          | Med. bronzo          | Finale               | Posizione |
| Atleta | Evento | Avversario Risultato | Avversario Risultato | Avversario Risultato | Avversario Risultato | Avversario Risultato | Avversario Risultato | Avversario Risultato | Posizione |
| ------ | ------ | -------------------- | -------------------- | -------------------- | -------------------- | -------------------- | -------------------- | -------------------- | --------- |

### Nuoto
Maschile
| Atleta | Evento | Batterie | Batterie  | Semifinale | Semifinale | Finale | Finale    |
| Atleta | Evento | Tempo    | Posizione | Tempo      | Posizione  | Tempo  | Posizione |
| ------ | ------ | -------- | --------- | ---------- | ---------- | ------ | --------- |

Femminile
| Atleta | Evento | Batterie | Batterie  | Semifinale | Semifinale | Finale | Finale    |
| Atleta | Evento | Tempo    | Posizione | Tempo      | Posizione  | Tempo  | Posizione |
| ------ | ------ | -------- | --------- | ---------- | ---------- | ------ | --------- |

### Pentathlon moderno
| Atleta | Evento | Scherma   | Scherma   | Scherma  | Nuoto | Nuoto     | Nuoto    | Equitazione | Equitazione | Equitazione | Combinato: corsa/pistola | Combinato: corsa/pistola | Combinato: corsa/pistola | Totale | Posizione finale |
| Atleta | Evento | Risultati | Posizione | PM punti | Tempo | Posizione | PM punti | Penalità    | Posizione   | Punti PM    | Tempo                    | Posizione                | Punti PM                 | Totale | Posizione finale |
| ------ | ------ | --------- | --------- | -------- | ----- | --------- | -------- | ----------- | ----------- | ----------- | ------------------------ | ------------------------ | ------------------------ | ------ | ---------------- |

### Scherma
Maschile
| Atleta | Evento | Trentaduesimi        | Sedicesimi           | Ottavi di finale     | Quarti di finale     | Semifinali           | Finale               | Pos. |
| Atleta | Evento | Avversario Risultato | Avversario Risultato | Avversario Risultato | Avversario Risultato | Avversario Risultato | Avversario Risultato | Pos. |
| ------ | ------ | -------------------- | -------------------- | -------------------- | -------------------- | -------------------- | -------------------- | ---- |

Femminile
| Atleta | Evento | Trentaduesimi        | Sedicesimi           | Ottavi di finale     | Quarti di finale     | Semifinali           | Finale               | Pos. |
| Atleta | Evento | Avversario Risultato | Avversario Risultato | Avversario Risultato | Avversario Risultato | Avversario Risultato | Avversario Risultato | Pos. |
| ------ | ------ | -------------------- | -------------------- | -------------------- | -------------------- | -------------------- | -------------------- | ---- |

### Tennis
Maschile
| Atleta | Evento | 32-esimi | 32-esimi | 16-esimi | 16-esimi | Ottavi di finale | Ottavi di finale | Quarti di finale | Quarti di finale | Semifinali | Semifinali | Finale | Finale | Classifica |
| Atleta | Evento | Avver.   | Punt.    | Avver.   | Punt.    | Avver.           | Punt.            | Avver.           | Punt.            | Avver.     | Punt.      | Avver. | Punt.  | Classifica |
| ------ | ------ | -------- | -------- | -------- | -------- | ---------------- | ---------------- | ---------------- | ---------------- | ---------- | ---------- | ------ | ------ | ---------- |

Femminile
| Atleta | Evento | 32-esimi | 32-esimi | 16-esimi | 16-esimi | Ottavi di finale | Ottavi di finale | Quarti di finale | Quarti di finale | Semifinali | Semifinali | Finale | Finale | Classifica |
| Atleta | Evento | Avver.   | Punt.    | Avver.   | Punt.    | Avver.           | Punt.            | Avver.           | Punt.            | Avver.     | Punt.      | Avver. | Punt.  | Classifica |
| ------ | ------ | -------- | -------- | -------- | -------- | ---------------- | ---------------- | ---------------- | ---------------- | ---------- | ---------- | ------ | ------ | ---------- |

### Tiro a segno/volo
Maschile
| Atleta | Evento | Qualificazione | Qualificazione | Finale    | Finale     |
| Atleta | Evento | Punteggio      | Classifica     | Punteggio | Classifica |
| ------ | ------ | -------------- | -------------- | --------- | ---------- |

Femminile
| Atleta | Evento | Qualificazione | Qualificazione | Finale    | Finale     |
| Atleta | Evento | Punteggio      | Classifica     | Punteggio | Classifica |
| ------ | ------ | -------------- | -------------- | --------- | ---------- |

Misto
| Atleta | Evento | Qualificazione | Qualificazione | Finale    | Finale     |
| Atleta | Evento | Punteggio      | Classifica     | Punteggio | Classifica |
| ------ | ------ | -------------- | -------------- | --------- | ---------- |

### Triathlon
| Atleta | Evento | Nuoto | Trans. 1 | Ciclismo | Trans. 2 | Corsa | Totale | Classifica |
| ------ | ------ | ----- | -------- | -------- | -------- | ----- | ------ | ---------- |

### Vela
Maschile
| Atleta | Evento | Regata | Regata | Regata | Regata | Regata | Regata | Regata | Regata | Regata | Regata | Regata | Regata | Regata | Punteggio Totale | Punteggio Netto | Classifica |
| Atleta | Evento | 1      | 2      | 3      | 4      | 5      | 6      | 7      | 8      | 9      | 10     | 11     | 12     | M      | Punteggio Totale | Punteggio Netto | Classifica |
| ------ | ------ | ------ | ------ | ------ | ------ | ------ | ------ | ------ | ------ | ------ | ------ | ------ | ------ | ------ | ---------------- | --------------- | ---------- |

Femminile
| Atleta | Evento | Regata | Regata | Regata | Regata | Regata | Regata | Regata | Regata | Regata | Regata | Regata | Regata | Regata | Punteggio Totale | Punteggio Netto | Classifica |
| Atleta | Evento | 1      | 2      | 3      | 4      | 5      | 6      | 7      | 8      | 9      | 10     | 11     | 12     | M      | Punteggio Totale | Punteggio Netto | Classifica |
| ------ | ------ | ------ | ------ | ------ | ------ | ------ | ------ | ------ | ------ | ------ | ------ | ------ | ------ | ------ | ---------------- | --------------- | ---------- |

Misti
| Atleta | Evento | Regata | Regata | Regata | Regata | Regata | Regata | Regata | Regata | Regata | Regata | Regata | Regata | Regata | Punteggio Totale | Punteggio Netto | Classifica |
| Atleta | Evento | 1      | 2      | 3      | 4      | 5      | 6      | 7      | 8      | 9      | 10     | 11     | 12     | M      | Punteggio Totale | Punteggio Netto | Classifica |
| ------ | ------ | ------ | ------ | ------ | ------ | ------ | ------ | ------ | ------ | ------ | ------ | ------ | ------ | ------ | ---------------- | --------------- | ---------- |